# ウィリアム・ダンピア

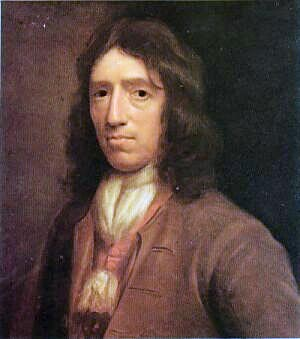
ウィリアム・ダンピア

ウィリアム・ダンピア（William Dampier, 1651年 - 1715年3月）は、イングランドの私掠船長（海賊、バッカニア）、船長、作家、博物学観察者。ニューホラント（オーストラリア）、ニューギニアを探検した最初のイングランド人。世界周航を3回成し遂げた最初の人物である。

## 前半生
ダンピアは1651年6月8日にサマセット州イーストコーカーで生まれ、洗礼を施された。彼は16歳で船乗りになった。エドワード・スプラグとともに第三次英蘭戦争に従軍し、1673年のスホーネヴェルト海戦 (Battle of Schooneveld) を戦った。1674年、ジャマイカで農園支配人になったが、すぐ海に戻った。

## 最初の世界周航
1670年代のダンビアは中米のスパニッシュ・メインを荒らし回るバッカニアの乗組員で、カンペチェ湾に2回訪れている。これが彼の最初の世界周航につながる。彼は1679年にダリエン地峡の太平洋岸におけるスペイン船拿捕に参加していたし、その海賊団はカリブ海に戻る前にペルーのスペイン植民地を略奪している。
クックという私掠船長との出会い（1683年）が、ダンピアの前人未踏の業績への道を決定づけた。クックはホーン岬経由で太平洋に入り、1年にわたってスペイン領（ペルー、ガラパゴス諸島、メキシコ）を略奪した。この遠征は徒党を組んで行われ、艦隊は10隻もの船を擁したことさえあった。クックはメキシコで死に、デイヴィス船長が新たな頭目となった。ダンピアはチャールズ・スワン (Charles Swan) の船、シグネット号に転属した。1686年3月31日、彼らは太平洋を越えて東インド（グアム、ミンダナオ）を襲撃することにした。スワン以下37名を除く海賊たちは、マニラ、プロ・コンドール島、中国、香料諸島、ニューホラント（オーストラリア）に達した。
1688年初頭、シグネット号はオーストラリア北西岸キング・サウンド近くに上陸した。船を修理する間、ダンピアは現地の動植物を記録した。その年、彼と船員2名は、掟によって、ニコバル諸島で置き去りにされた。彼らは小さな船を造り、スマトラ島のアチンにたどり着いた。さらなる冒険の後、1691年、ダンピアは喜望峰を回ってイングランドに帰還した。無一文だったが、貴重な手記を持って。

## ローバック号の遠征
1697年に「最新世界周航記」として出版されたダンピアの手記は、海軍省に注目された。1699年には、ローバック号 (HMS Roebuck) の指揮権を与えられ、オーストラリアとニューギニアを探検することになった。
1699年1月14日に出航し、7月26日にはオーストラリア西部、シャーク湾のダーク・ハートグ島に到達した。水を求めて沿岸を北東に進み、ダンピア群島、ローバック湾に達したが、水は得られず、ティモール島に向けて北上することになった。彼は東に進路をとり、1699年12月3日にはニューギニアを発見したが、北に通過した。東進し、ニュー・ハノーヴァー島、ニュー・アイルランド島、ニュー・ブリテン島とたどり、それらビスマルク諸島とニューギニアの間に横たわるダンピア海峡を発見した。
イングランドへの帰途、1701年2月21日、ローバック号はアセンション島近くで難破し、乗組員は5週間も島で過ごす羽目になった。4月3日に東インド会社の船に救助され、8月にイングランドに帰還した。
書類多数がローバック号とともに失われたが、ダンピアはオーストラリア、ニューギニアに関する多くの新たな海図（海岸線、貿易風、潮流が記されている）を喪失から免れさせることができた。
帰還したダンピアは、虐待のかどで軍法会議に処された。往路の途中、ダンピアは乗組員ジョージ・フィッシャーを船から追放し、ブラジルで投獄させていた。フィッシャーはイングランドに戻り、海軍省に不服を申し立てたのだった。ダンピアは怒りに満ちた答弁書を書いたが、結局有罪とされ、航海の報酬を減らされ、海軍を解雇された。

## 2回目の世界周航
ダンピアは1699年から1701年の遠征の記録 A Voyage to New Holland を書いた後、私掠活動に戻った。
1701年に勃発したスペイン継承戦争に際して、イングランドの私掠船長たちはフランスとスペインの利権を叩く用意を進めていた。ダンピアは、政府船セント・ジョージ号（大砲26門、乗組員120名）の指揮官に任命された。ガレオン船シンク・ポーツ号（大砲16門、乗組員63名、Cinque Ports）と組み、1703年4月30日までともに行動した。
彼らはフランス船の襲撃に失敗したが、スペインの小船を3隻と、550トン船を1隻拿捕した。
この遠征で最も注目されたのは、アレキサンダー・セルカークを取り巻く一連の出来事である。シンク・ポーツ号の船長トーマス・ストラドリングと、航海長を務めていたセルカークとの間には、いさかいが絶えなかった。ダンピアの指揮するセント・ジョージ号と別れた後の1704年10月、シンク・ポーツ号はチリ沖ファン・フェルナンデス諸島の無人島に補給のため停泊した。セルカークはシンク・ポーツ号の耐久性を強く懸念しており、ストラドリングとの口論の後、ただ一人で島に置き去りにされた。セルカークは4年と4ヶ月もの間、島から出ることができず、彼の体験はダニエル・デフォーの小説ロビンソン・クルーソーの基となった。
セルカークの懸念はまったく正しかった。後日、シンク・ポーツ号は乗組員の大半を巻き添えに沈み、生き残った者もスペインに捕えられた。
ダンピアは1707年にイングランドに帰還し、1709年にA Continuation of a Voyage to New Hollandを出版した。

## 3回目の世界周航
1708年、ダンピアは私掠船長ウッズ・ロジャーズのデューク号で航海長として働いていた。この航海は大成功を収めた。1709年2月2日にはセルカークを救助し、遠征で得られた利益は約20万ポンドにのぼった。しかし、ダンピアは分け前を受け取る前に、1715年、ロンドンで死んだ。

## 影響
ダンピアの航海では、多くの植物、動物、食べ物、調理技術…等について書き残し、後世のあらゆる人物や物事に大きな影響を与えた。
- 博物学に関しての観測・分析は、チャールズ・ダーウィンやアレクサンダー・フォン・フンボルトの理論構築の推進となった。
- 航海術に関する工夫は、ジェームス・クック、ホレーショ・ネルソンが学んだ。
- ダンピアの航海に乗り組んだアレキサンダー・セルカークの体験は、ダニエル・デフォー「ロビンソン・クルーソー」の基になった。
- パンノキに関する報告は、ウィリアム・ブライとバウンティ号の不幸な航海につながった（バウンティ号の反乱）。
- オックスフォード英語辞典では、特にバーベキュー、アボカド、箸や亜種といった言葉は、著作から80回以上引用されている。彼自身がそれらを造語したという訳ではないが、その著作での関連用語は、英語圏で最初に知られた使用例である。
- ダンピアの航海記録でのパナマに関する表現が、スコットランドのダリエン計画（Darien scheme）に悪影響を及ぼし、1707年の合同法につながった。

## 著作
- A New Voyage Round the World（1697年）
  - 『最新世界周航記』 平野敬一訳、岩波書店「17・18世紀大旅行記叢書 第Ⅰ期 第1巻」1992年／岩波文庫（上下）2007年
- Voyages and Descriptions（1699年）
  1. A Supplement of the Voyage Round the World
  2. The Campeachy Voyages
  3. A Discourse of Winds
- A Voyage to New Holland（第1部：1703年、第2部：1709年）

## ウィリアム・ダンピアが登場する作品
- 『ダンピアのおいしい冒険』（トマトスープによる漫画、2019-2023年連載）
- 『ガリバー旅行記』巻頭の版元への手紙の中で、ガリバーはダンピアに彼の著“A Voyage round the world”出版にあたって大学生を雇い原稿を整理・校正させるようにアドバイスしたと書いている。
- 音楽朗読劇READING HIGH 『El Galleon ～エルガレオン～』（原作・脚本・演出 ： 藤沢文翁、ウィリアム・ダンピア役梅原裕一郎、初演2020年2月7日(金)〜8日(土)東京国際フォーラム ホールA）